# Dolerorthis

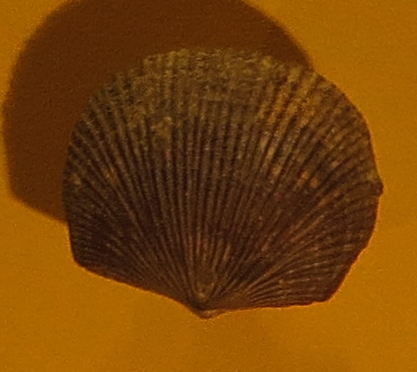
Imatge d'un fòssil.

Dolerorthis és un gènere extint de braquiòpodes. L'espècie tipus d'aquest gènere, D. interplicata, es va descriure a partir de la formació geològica Osgood del silurià d'Indiana, als Estats Units. Altres espècies d’aquest gènere són conegudes pels períodes geològics de l'ordovicià i el silurià d'Europa, Kazakhstan, Xina i Argentina. Mesurava aproximadament 4 cm.